# Копьево (Омская область)
Копьево — деревня в Муромцевском районе Омской области России. Входит в состав Моховского сельского поселения.

## История
Основана в 1720 году, по другим данным, в 1750-е годы. 
В 1928 году село Копьёво состояло из 237 хозяйств, основное население — русские. В составе Качесовского сельсовета Большереченского района Тарского округа Сибирского края.

## Население
| 1926 | 2010 |
| ---- | ---- |
| 1086 | ↘30  |